# Michael Hochman
Michael Hochman é um matemático, professor da Universidade Hebraica de Jerusalém.
Obteve um doutorado em 2007 na Universidade Hebraica de Jerusalém, orientado por Benjamin Weiss, com a tese Combinatorial Methods in Dynamical Systems.
Foi palestrante convidado do Congresso Internacional de Matemáticos no Rio de Janeiro (2018: Dimension theory of self-similar sets and measures).
Recebeu o Prêmio Erdős de 2015 e o Prêmio Michael Brin em Sistemas Dinâmicos de 2018.